# Championnats d'Océanie de BMX 2018
Navigation
Édition précédente Édition suivante
Les championnats d'Océanie de BMX 2018 ont lieu le 21 mars 2018 à Bunbury en Australie.

## Podiums
| Épreuves            | Or                     | Argent                | Bronze              |
| ------------------- | ---------------------- | --------------------- | ------------------- |
| Épreuves masculines |                        |                       |                     |
| Élite hommes        | Corey Frieswyk (AUS)   | Brandon Te Hiko (AUS) | Tristyn Kronk (AUS) |
| Junior hommes       | Nathaniel Rodway (AUS) | Kyle Hill (AUS)       | Cailen Calkin (NZL) |
| Épreuves féminines  |                        |                       |                     |
| Élite femmes        | Sarah Walker (NZL)     | Rebecca Petch (NZL)   | Sarah Jones (AUS)   |
| Junior femmes       | Ashlee Miller (AUS)    | Molly McGill (AUS)    | Edan Whitloc (AUS)  |

## Tableau des médailles
| Rang  | Nation           | Or | Argent | Bronze | Total |
| ----- | ---------------- | -- | ------ | ------ | ----- |
| 1     | Australie        | 3  | 3      | 3      | 9     |
| 2     | Nouvelle-Zélande | 1  | 1      | 1      | 3     |
| Total | Total            | 4  | 4      | 4      | 12    |